# Karl Bergmann (homme politique)
Pour les articles homonymes, voir Karl Bergmann et Bergmann.
Karl Bergmann, né le 7 juin 1907 et mort le 21 août 1979, est un homme politique allemand du Parti social-démocrate (SPD) et ancien membre du Bundestag allemand.

## Biographie
Bergmann est membre du parlement du Land de Rhénanie du Nord-Westphalie de 1946 à 1950. Il est membre du Bundestag allemand depuis les premières élections fédérales de 1949 jusqu'en 1972. Il représente la circonscription d'Essen II au Parlement allemand.
Du 27 février 1958 au 21 janvier 1970, Bergmann est également membre du Parlement européen.